# Ahmed Arifi Pascià
Ahmed Arifi (Istanbul, 1830 – Istanbul, 1895 o 1896) è stato un politico ottomano. Di origine nobile, fu  senatore, statista e riformista, che servì come Gran Visir dell'Impero Ottomano nel 1879. Nei resoconti contemporanei in lingua inglese era conosciuto come Aarifi Pasha. Era un liberale e sosteneva gli sforzi di Mithat Pascià per spingere l'Impero al costituzionalismo.

## Biografia
Era nato a Istanbul nel 1830, suo padre era un diplomatico di nome Şekip Pascià (in inglese contemporaneo Shekib Pasha). Ha accompagnato suo padre in missioni diplomatiche in varie capitali europee, tra cui Roma, Vienna e Parigi. Ha acquisito una buona conoscenza del francese. Ha ricoperto una serie di incarichi in patria e all'estero, tra cui ambasciatore a Vienna e successivamente ambasciatore a Parigi.
Il 28 luglio 1879 divenne Gran Visir ma mantenne la carica per poco più di un mese.
In seguito ricoprì vari altri incarichi e morì nel 1895/96.